# 30 de octubre
El 30 de octubre es el 303.ᵉʳ (tricentésimo tercer) día del año —el 304.º (tricentésimo cuarto) en los años bisiestos— en el calendario gregoriano. Quedan 62 días para finalizar el año.

## Acontecimientos
- 637: en Asia Menor, la ciudad de Antioquía se rinde a las fuerzas musulmanas bajo el Califato Rashidun después de la batalla del Puente de Hierro.
- 758: en China, la ciudad de Guangzhou es saqueada por piratas árabes y persas.
- 1137: en la península italiana, Ranulf de Apulia y Roger II de Sicilia libran la batalla de Rignano.
- 1340: las fuerzas combinadas de Castilla y Portugal derrotan decisivamente a los benimerines (última nación norteafricana que trataría de invadir la península ibérica) en la batalla del Salado.
- 1643 (18/9/20 en el calendario Kan): en la prefectura de Akita (Japón) se registra un terremoto.
- 1759: en la falla de Safad (Israel) a 25 km al norte del mar de Galilea y a 40 km al este del mar Mediterráneo, a las 3:45 de la madrugada (hora local) sucede un terremoto de magnitud 6,6 de la escala sismológica de Richter, que se registra en Baalbek (Líbano) y en Damasco (Siria) y genera un tsunami. Deja un saldo de 2 000 muertos.
- 1793: en Francia, todos los girondinos son condenados a muerte.
- 1810: en México, fuerzas insurgentes se enfrentan a los españoles en la batalla del monte de las Cruces.
- 1813: en Pamplona capitulan las tropas francesas. Finaliza la Guerra de la Independencia española.
- 1864: en Viena, Prusia y Austria firman la Paz de Viena con Dinamarca. Finaliza la guerra.
- 1868: en Perú se crea la provincia de Chincha.
- 1888: en Constantinopla se firma el convenio internacional para la neutralización del Canal de Suez.
- 1915: en Francia, Aristide Briand ocupa el cargo de primer ministro.
- 1918: en Hungría estalla la Revolución de las Rosas de Otoño.
- 1921: la Selección Argentina de fútbol gana a Uruguay 1 a 0 (gol de Julio Libonatti) la final del torneo sudamericano, primer título internacional para los argentinos.
- 1922: en Italia, a dos días de la Marcha sobre Roma, el rey Víctor Manuel III nombra primer ministro a Benito Mussolini.
- 1938: en Estados Unidos, Orson Welles provoca pánico en varias ciudades del país al leer por radio La guerra de los mundos (de H. G. Wells).
- 1948: en Grecia estalla la guerra civil entre la guerrilla comunista y el Gobierno.
- 1950: en Jayuya (Puerto Rico) la Revolución Nacionalista declara la República de Puerto Rico.
- 1950: en Suecia sube al trono Gustavo VI Adolfo.
- 1951: en el sitio de pruebas nucleares de Nevada ―en el marco de la Operación Buster-Jangle (que expondrá de manera no voluntaria durante un mes a unos 6500 soldados de infantería a siete explosiones atómicas con propósitos de entrenamiento)―, Estados Unidos hace detonar la bomba atómica Charlie, de 14 kilotones, dejándola caer desde un bombardero B-50.
- 1951: en Colombia ocupa la presidencia Roberto Urdaneta.
- 1957: en Santiago de Chile se produce la emigración de pobladores de un barrio incendiado a un terreno baldío, que actualmente se llama Población La Victoria. Se trata de la primera toma de terrenos en este país.
- 1961: arrojada desde el aire, en una prueba nuclear atmosférica a 4000 metros de altura, en el Área C, sobre el cabo Sukhoy Nos, del sitio de pruebas atómicas en el archipiélago de Nueva Zembla, Océano Ártico, al norte de Rusia, la Unión Soviética detona la bomba atómica de hidrógeno de 50 megatones, llamada Bomba del Zar, la más potente del mundo (4000 veces más potente que la bomba atómica Little Boy lanzada por los Estados Unidos sobre Hiroshima). Es la prueba nuclear n.º 130 de las 981 que la Unión Soviética detonó entre 1949 y 1991 que, medidas en kilotones, representan el 54,9% del total de pruebas nucleares realizadas en el mundo.
- 1961: en un lugar conocido como El Aguacate, en Trinidad (en la provincia cubana de Sancti Spíritus, la banda contrarrevolucionaria de Blas Tardío Hernández ―en el marco de los ataques terroristas organizados por la CIA estadounidense, bajo las órdenes del presidente John Fitzgerald Kennedy― asesina a los campesinos Raúl Curbelo Marrero y Francisco José Ferreiro.[1]
- 1962: sobre el atolón Johnston (en medio del océano Pacífico), a las 5:02 hora local, Estados Unidos detona la bomba atómica Housatonic, de 8300 kilotones, a 3700 metros de altura (dejada caer desde un avión). Es la bomba n.º 278 de las 1129 que Estados Unidos detonó entre 1945 y 1992.
- 1970: el cantautor británico Elton John, publica su tercer álbum de estudio, Tumbleweed Connection.
- 1974: en Kinshasa (capital de la República Democrática del Congo) se libra el mítico combate de boxeo entre Muhammad Ali y George Foreman.
- 1975: en España, Juan Carlos de Borbón asume interinamente la Jefatura del Estado, por enfermedad de Francisco Franco.
- 1981: en Buenos Aires se realiza la Marcha por la Vida, convocada por la Multipartidaria y los organismos de derechos humanos. Primera manifestación multitudinaria de protesta contra la sangrienta Dictadura militar por las violaciones de derechos humanos y en demanda de apertura política.
- 1983: en Argentina ―tras siete años de dictadura― Raúl Alfonsín gana las elecciones presidenciales democráticas.
- 1988: en España, Emiliano Revilla es dejado en libertad por la banda terrorista ETA después de 249 días de cautiverio.
- 1988: en Japón, Ayrton Senna gana su primer Campeonato Mundial de Pilotos de Fórmula 1 después de remontar 15 posiciones para ganar el Gran Premio de Japón de 1988.
- 1989: en España, Salou se segrega de Vilaseca, por lo cual se convierte en municipio independiente.
- 1991: en España, se inaugura la Conferencia de Paz de Madrid para Oriente Próximo.
- 1991: en Madrid se firma el protocolo del Tratado Antártico entre 30 países, que durante 50 años protege a la zona de la explotación.
- 1995: en la provincia de Quebec (Canadá) gana el NO a la independencia por un 50,4 % de votos (una diferencia de apenas 54 000 votos).
- 1997: en Irlanda, Mary McAleese gana las elecciones presidenciales.
- 1998: en Nicaragua, en el occidente del país las lluvias del huracán Mitch provocan un derrumbe en el volcán Casita, Posoltega, Chinandega. El deslave dejó al menos 1,650 personas sepultadas bajo 200 000 m³ de lodo y piedras.
- 2001: en los Estados Unidos, el músico Michael Jackson lanza su último álbum de estudio en vida, Invincible.
- 2001: El cantante y compositor español Enrique Iglesias lanza al mercado su quinto álbum de estudio y segundo realizado en inglés titulado Escape.
- 2001: en Chile, cesa sus transmisiones la red de televisión Telenorte.
- 2007: en Madrid se inaugura oficialmente la ampliación del Museo del Prado, la mayor experimentada por dicho museo en sus casi dos siglos de existencia.
- 2007: en Virginia (Estados Unidos), el político neonazi estadounidense Kevin Strom es condenado a 23 meses de prisión por posesión de pornografía infantil.

Patronato luciendo la 1° estrella de su historia.

- 2012: en México, es inaugurada la Línea 12 del Metro de la Ciudad de México desde Mixcoac a Tláhuac, dicha línea es considerada como una de las líneas más controversiales en la historia del Metro de la Ciudad de México.
- 2016: en Umbría (Italia) se produce un terremoto de 6,5 en la escala de Richter.
- 2020: Nintendo, que todavía decide seguir mejorando Pikmin 4, estrena Pikmin 3 Deluxe para las plataformas de Nintendo Switch.
- 2020: En el Mar Egeo a 17 kilómetros de Esmirna, (Turquía) se produce un terremoto de 7 en la escala de Richter dejando varios muertos y centenares de heridos en varias zonas de Grecia y Turquía.
- 2022: se disputó la final de la Copa Argentina de Fútbol 2022 entre Talleres (Cba.) y Patronato, resultando campeón el equipo de la provincia de Entre Ríos al ganar por 1-0 y logrando así el 1° título de su historia.
- 2022: en Brasil, después de doce años es elegido nuevamente presidente Luiz Inácio Lula da Silva luego de un ajustado balotaje contra Jair Bolsonaro.
- 2022: En México se elimina definitivamente el horario de verano, tras 26 años de implementarlo.

## Nacimientos
- 1327: Andrés I, rey napolitano (f. 1345).
- 1513: Jacques Amyot, escritor y traductor francés (f. 1593).
- 1624: Paul Pellisson, escritor francés (f. 1693).
- 1735: John Adams, político estadounidense, 1° vicepresidente desde 1789 hasta 1797 y 2° presidente desde 1797 hasta 1801 (f. 1826).
- 1741: Angelica Kauffmann, pintora suizo-austriaca (f. 1807).
- 1757: Jean Chouan, contrarrevolucionario francés (f. 1794).
- 1762: André Chénier, poeta francés (f. 1794).
- 1811: Santos Degollado, político mexicano (f. 1861).
- 1812: Claudio Mamerto Cuenca, médico y poeta argentino (f. 1852).
- 1823: Gerónima Montealegre de Carranza, primera dama y filántropa costarricense (f. 1892).
- 1825: Randolph McCoy, estadounidense, líder de la familia McCoy durante el conflicto entre los Hatfield y los McCoy, en los Estados Unidos (f. 1914).
- 1836: Rafaela Padilla de la Garza, dama mexicana, esposa del general Ignacio Zaragoza (f. 1862).
- 1836: Camillo Boito, arquitecto y escritor italiano (f. 1914).
- 1839: Alfred Sisley, pintor franco-británico (f. 1899).
- 1848: Jorge Holguín, presidente colombiano (f. 1928).
- 1857: Georges Gilles de la Tourette, neurólogo francés (f. 1904).
- 1861: Antoine Bourdelle, escultor francés (f. 1929).
- 1871: Paul Valerý, escritor y poeta francés (f. 1945).
- 1873: Francisco I. Madero, político mexicano (f. 1913).
- 1880: Juan Vigón, militar español (f. 1955).
- 1882: William F. Halsey, almirante estadounidense (f. 1959).
- 1882: Günther von Kluge, líder militar alemán (f. 1944).
- 1885: Amparo López Jean, galleguista y sufragista española (f. 1942).
- 1885: Ezra Pound, poeta estadounidense (f. 1972).
- 1893: Charles Atlas, fisicoculturista estadounidense (f. 1972).
- 1893: Roland Freisler, político alemán nazi (f. 1945).
- 1895: Gerhard Domagk, bacteriólogo alemán, premio nobel de medicina en 1939 (f. 1964).
- 1895: Dickinson W. Richards, médico estadounidense, premio nobel de medicina en 1956 (f. 1973).
- 1895: Francisco Pagaza, futbolista español (f. 1958).
- 1895: Claudio de la Torre, novelista, poeta, dramaturgo y cineasta español (f. 1973).
- 1896: Ruth Gordon, actriz estadounidense (f. 1985).
- 1896: Kostas Karyotakis, poeta griego (f. 1928).
- 1897: Agustín Lara, cantautor y actor mexicano (f. 1970).
- 1900: Ragnar Granit científico finés, premio nobel de medicina en 1967 (f. 1991).
- 1902: María Izquierdo, pintora mexicana (f. 1955).
- 1903: Carlos Marcucci, músico de tango argentino (f. 1957).
- 1906: Giuseppe Farina, piloto italiano de Fórmula 1 (f. 1966).
- 1906: Andréi Tíjonov, matemático ruso (f. 1993).
- 1907: Guillermo Ascanio, militar español (f. 1941).

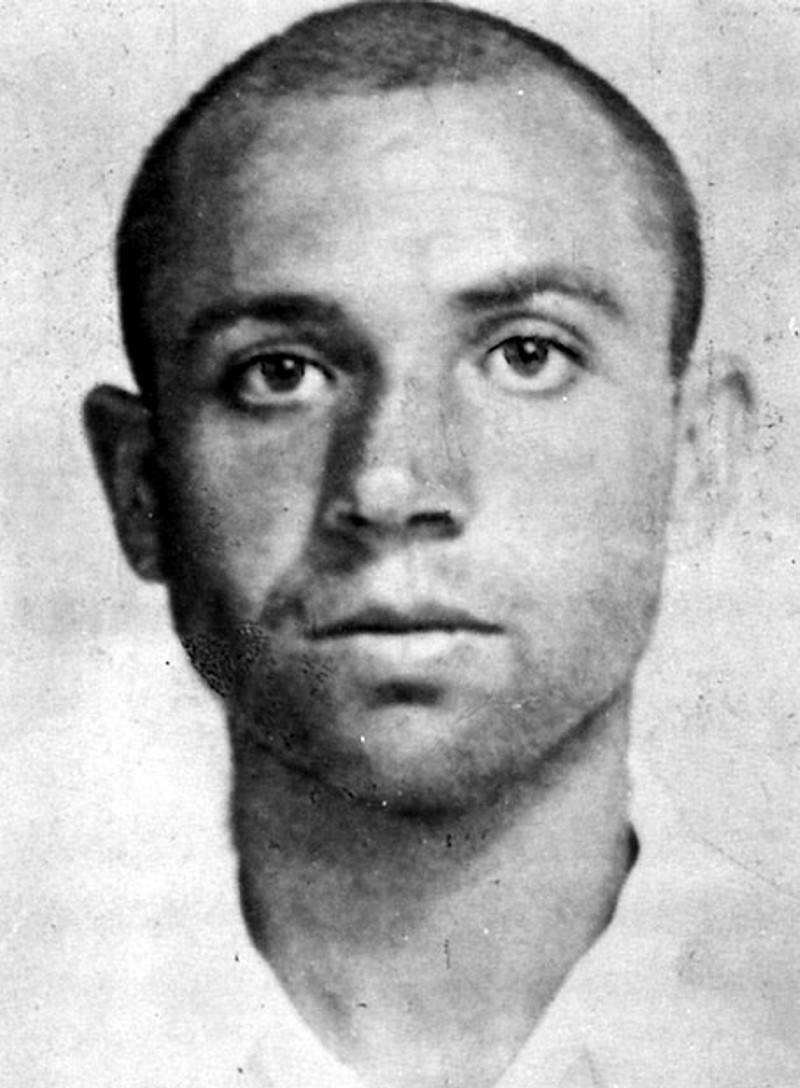
Miguel Hernández.

- 1910: Miguel Hernández, poeta español (f. 1942).
- 1912: José Ferrater Mora, filósofo, ensayista y escritor español (f. 1991).
- 1912: Germán García García, beato español (f. 1937).
- 1914: Luis Marcelo Zelarayán, médico argentino (f. 1973).
- 1917: Miguel Baca Rossi, escultor peruano (f. 2016).
- 1917: Maurice Trintignant, piloto de automovilismo francés (f. 2005).
- 1921: Alberto Closas, actor español (f. 1994).
- 1921: Wolf Ruvinskis, actor, luchador, mago, arquero y empresario mexicano de origen letón (f. 1999).
- 1922: José Luis Villar Palasí, intelectual y político español (f. 2012).
- 1924: Cabro Carrera, narcotraficante chileno (f. 1999).
- 1928: Daniel Nathans, microbiólogo estadounidense, premio nobel de medicina en 1978 (f. 1999).
- 1929: Eduardo Davidson, cantautor cubano (f. 1994).
- 1929: Olga Zubarry, actriz argentina (f. 2012).
- 1930: Néstor Almendros, director de fotografía español (f. 1992).
- 1930: Clifford Brown, trompetista estadounidense de jazz (f. 1956).
- 1932: Louis Malle, cineasta francés (f. 1995).
- 1932: Reina Torres de Araúz, profesora y antropóloga panameña (f. 1982).
- 1934: Frans Brüggen, músico, flautista y director de orquesta neerlandés (f. 2014)
- 1935: Agota Kristof, escritora húngara (f. 2011).
- 1935: Michael Winner, director británico (f. 2013).
- 1937: Julio Camelo Martínez, economista y político mexicano (f. 2020).
- 1938: Héctor Larrea, presentador de radio y televisión argentino.
- 1938: Ed Lauter, actor estadounidense (f. 2013).
- 1939: Leland H. Hartwell, científico estadounidense, premio nobel de medicina en 2001.
- 1939: Grace Slick, cantante estadounidense, de la banda Jefferson Airplane.
- 1940: Vilma Ferrán, actriz argentina (f. 2014).
- 1941: Leonor Benedetto, actriz argentina.
- 1941: Theodor W. Hänsch, físico alemán, premio nobel de física en 2005.
- 1942: Linda Schele, arqueóloga estadounidense (f. 1988).
- 1943: Lisandro Duque Naranjo, cineasta colombiano.
- 1944: José-Miguel Ullán, poeta y periodista español (f. 2009).
- 1944: Juan Luis Cebrián, periodista y escritor español.
- 1945: Henry Winkler, actor, director de cine, productor y escritor estadounidense.
- 1946: Horacio Fontova, músico argentino.
- 1946: William Paul Thurston: matemático estadounidense, ganador de la Medalla Fields.
- 1947: Raúl Carnota, cantautor folclórico argentino (f. 2014).
- 1947: Numa Turcatti, víctima del Vuelo 571 de la Fuerza Aérea Uruguaya. (f. 1972).
- 1948: Olivia Leyva, actriz, locutora y modelo mexicana (f. 2019).
- 1949: Jorge Bucay, dramaturgo, terapeuta y escritor argentino.
- 1951: Trilok Gurtu, percusionista, compositor de jazz, fusión y música del mundo. (Bombay, India).
- 1951: Harry Hamlin, actor de cine y televisión estadounidense.
- 1953: Carlos Antonio Vélez, periodista deportivo colombiano.
- 1953: Álvaro Morales Rodríguez, actor, director de teatro y poeta español (f. 2011).
- 1954: Mario Testino, fotógrafo peruano.
- 1956: Juliet Stevenson, actriz británica.
- 1958: Stefan Dennis, actor australiano.
- 1958: Quique Hernández, entrenador español de fútbol.
- 1958: Julia Zenko, cantante argentina.

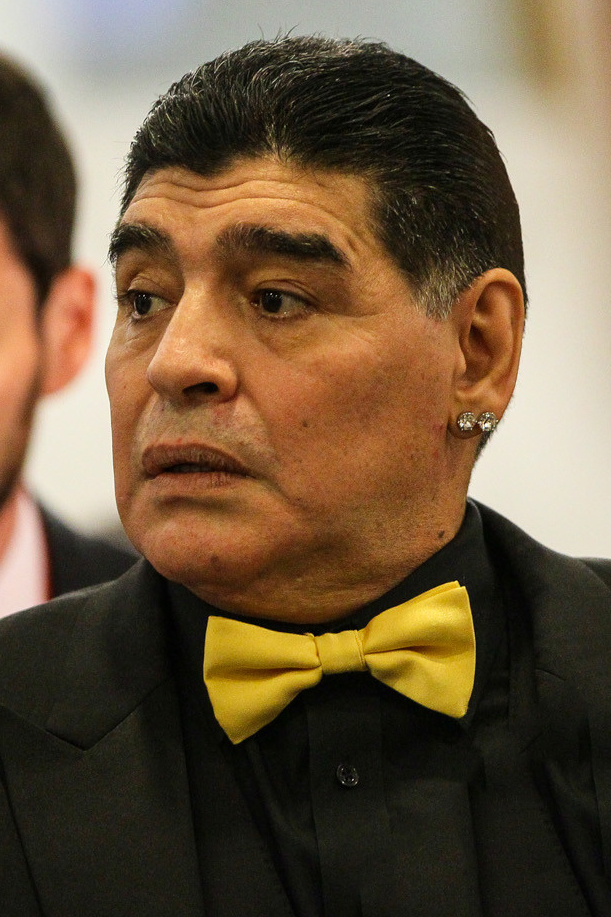
Maradona

- Maradona1960: Diego Armando Maradona, futbolista y entrenador argentino (f. 2020).
- 1961: Dmitri Murátov, periodista soviético, premio nobel de la paz en 2021.
- 1962: Eduardo Benavente, músico español (f. 1983).
- 1965: Russell Yuen, actor canadiense.
- 1966: Zoran Milanović, político croata, presidente de Croacia desde 2020.
- 1967: Gavin Rossdale, guitarrista británico, de la banda Bush.

- 1969: Snow, músico canadiense.

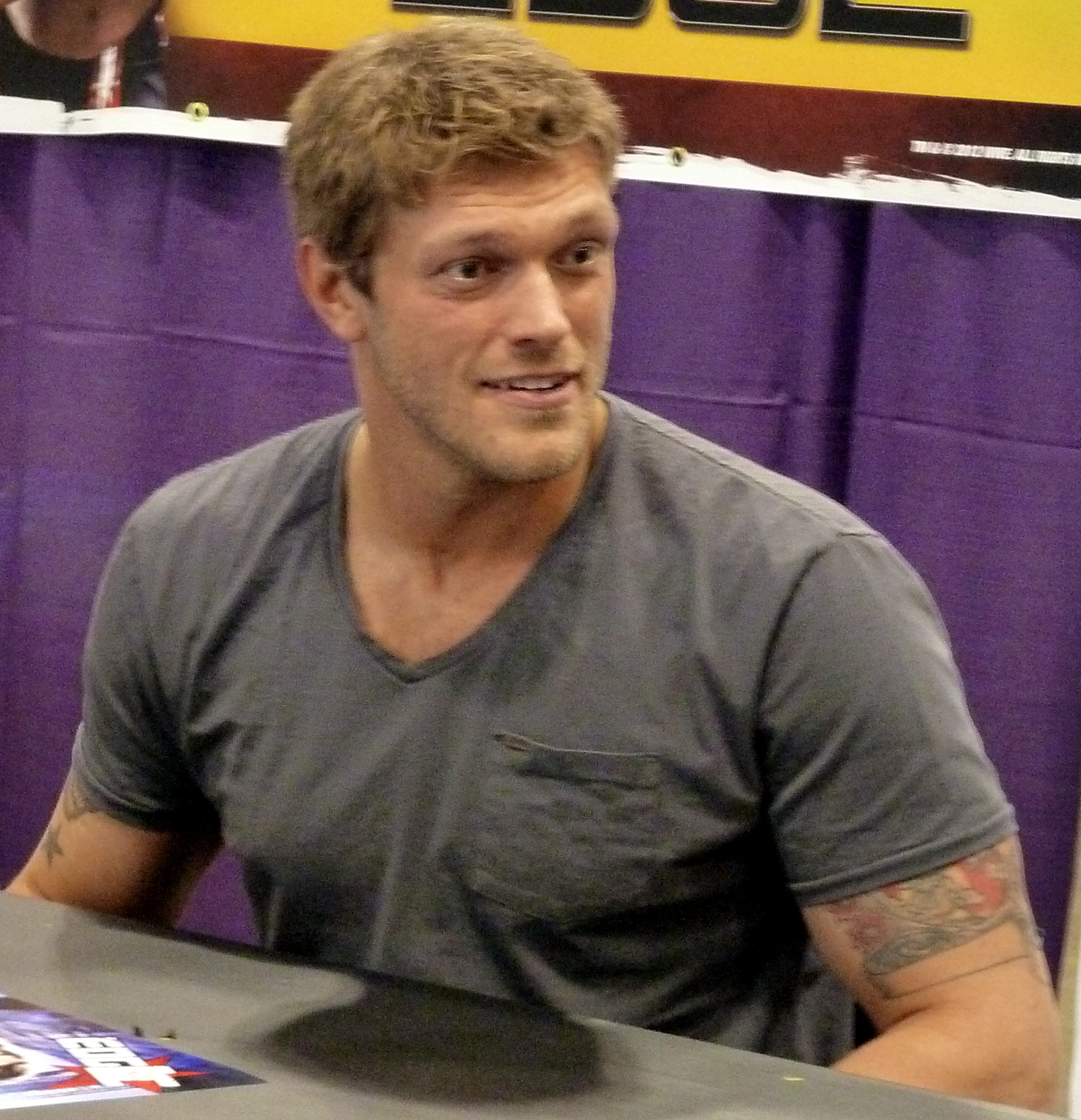
Edge

- 1970: Nia Long, actriz estadounidense.
- 1970: Xie Jun, ajedrecista china.
- 1970: Billy Brown, actor estadounidense.
- 1971: Eneko Goia, político español.
- 1973: Adam Copeland (Edge), luchador profesional canadiense.
- 1973: Kemp Powers, cineasta estadounidense.
- 1973: Silvia Corzo, presentadora de noticias colombiana.
- 1973: Federico Vaona, compositor y productor musical italiano.
- 1975: Marco Scutaro, beisbolista venezolano.
- 1975: Jaime Osorio Márquez, productor, guionista, realizador y director de cine colombiano. (f. 2021).
- 1976: Viacheslav Dinerchtein, violista bielorruso-mexicano.
- 1976: Stern John, futbolista trinitense.
- 1976: Maurice Taylor, baloncestista estadounidense.
- 1976: Ümit Özat, futbolista turco.
- 1978: Matthew Morrison, actor estadounidense.
- 1978: Cristina Castaño, actriz española.
- 1978: Paulo Gustavo, actor brasileño (f. 2021).
- 1978: Ko Jong-soo, futbolista y entrenador surcoreano.
- 1978: Gerardo Seoane, futbolista y entrenador suizo.
- 1979: Jason Bartlett, beisbolista estadounidense.
- 1979: Laura Ros, cantante e instrumentista folclórica argentina.
- 1979: Kristina Anapau, actriz estadounidense.
- 1979: Manuel Quinziato, ciclista italiano.
- 1979: Xavier Espot Zamora, político andorrano, Presidente del Gobierno de Andorra desde 2019.
- 1979: Eriko Arakawa, futbolista japonés.
- 1980: María José Bello, actriz chilena.
- 1980: Tony Voce, jugador de hockey sobre hielo estadounidense (f. 2024).
- 1980: Albert Puigdollers, futbolista español.
- 1981: Jun Ji-hyun, actriz y modelo surcoreana.
- 1981: Ivanka Trump, empresaria y modelo estadounidense.
- 1982: Yusuke Igawa, futbolista japonés.
- 1982: Rui Tokisaki, futbolista japonés.
- 1982: Yohei Onishi, futbolista japonés.
- 1983: Chelsea Cooley, modelo estadounidense.
- 1983: Iain Hume, futbolista escocés.
- 1983: Ahmad Hayel, futbolista jordano.
- 1983: Narit Taweekul, futbolista tailandés.

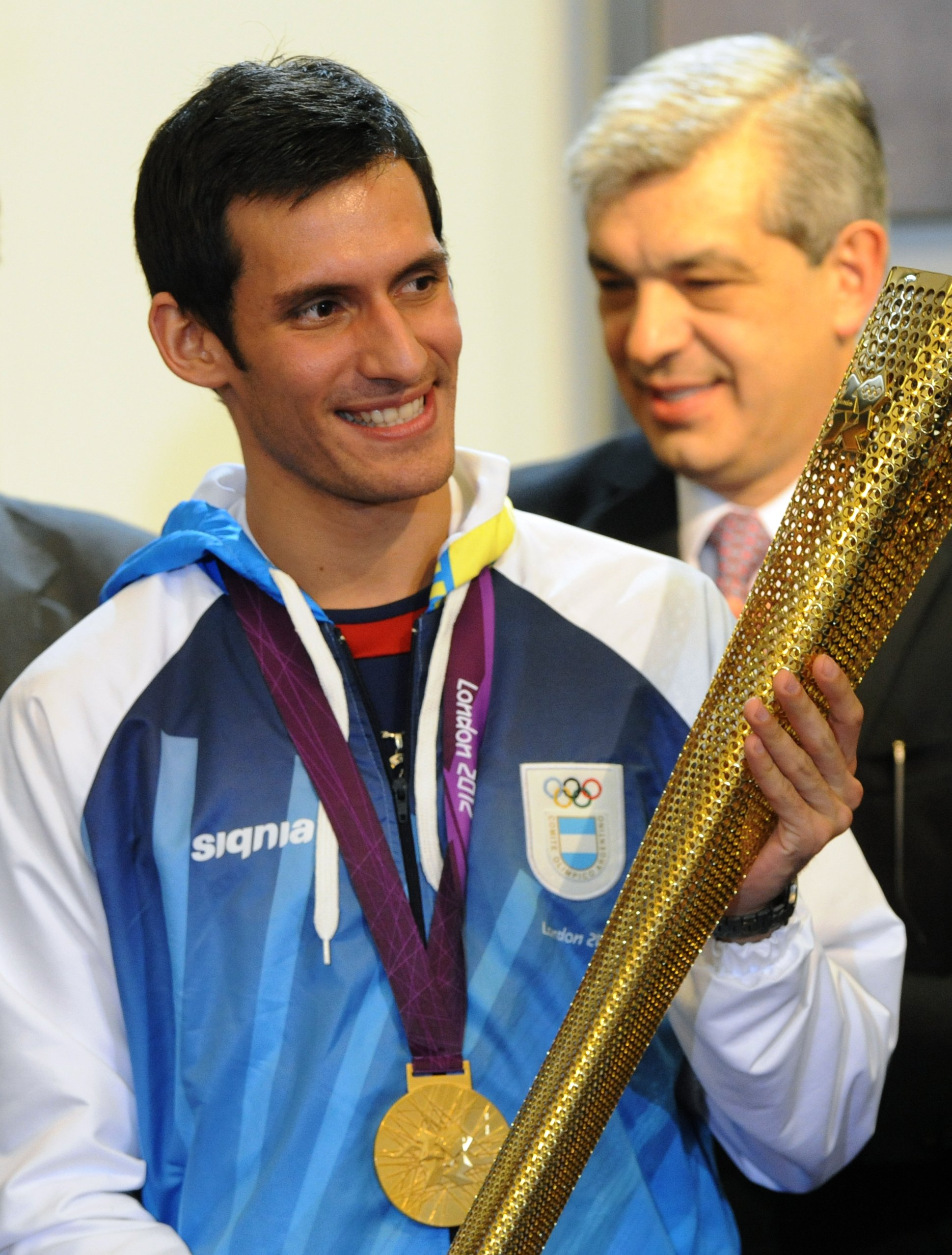
Sebastián Crismanich

- 1984: Eva Pigford, modelo estadounidense, ganadora de America’s Next Top Model.
- 1984: Maor Melikson, futbolista israelí.
- 1984: Mohamed Nagy, futbolista egipcio.
- 1985: Ragnar Klavan, futbolista estonio.
- 1986: Sebastián Crismanich, taekwondista olímpico argentino retirado.
- 1986: Peter Pekarík, futbolista eslovaco.
- 1986: Hiba Abouk, actriz hispano-tunecina.
- 1987: Steve Rushton, músico británico.
- 1987: Ashley Graham, modelo estadounidense.
- 1987: Mykhailo Kononenko, ciclista ucraniano.
- 1987: Mirali Sharipov, yudoca uzbeko.
- 1988: Cristina Pedroche, actriz, modelo y reportera española.
- 1988: Héctor Figueroa, futbolista español.
- 1988: Fernando Casanova Aizpún, futbolista dominicano.

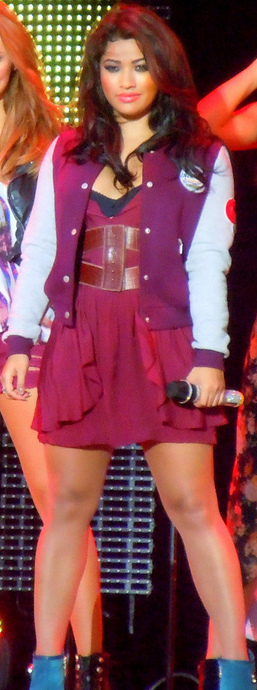
Vanessa White

- 1988: Jael Ferreira, futbolista brasileño.
- 1989: Nastia Liukin, gimnasta estadounidense de origen ruso.
- 1989: Vanessa White, cantautora británica.
- 1989: Elson Ferreira de Souza, futbolista brasileño.
- 1990: Ju Se-jong, futbolista surcoreano.
- 1990: Francisco José Sota Bernard, futbolistab español.
- 1991: Agustín Almeyda, cantautor argentino.
- 1991: Sophia Brown, actriz británica.
- 1991: Nir Biton, futbolista israelí.
- 1992: Greeicy Rendón, actriz y cantante colombiana.
- 1992: Cristina García, actriz colombiana.
- 1992: Jong Il-gwan, futbolista norcoreano.
- 1992: Yessenia Huenteo, futbolista chilena.
- 1992: Tim Merlier, ciclista belga.
- 1993: Luca Biliato, voleibolista italiano.
- 1993: Sara Magnaghi, remera italiana.
- 1993: Kévin Lebreton, ciclista francés.
- 1993: Khalifa Mubarak, futbolista emiratí.
- 1994: Klaudijus Upstas, futbolista lituano.
- 1994: Iñigo Sebastián, futbolista español.
- 1994: Tomoki Wada, futbolista japonés.
- 1995: Unai López, futbolista español.
- 1995: Sondre Sørli, futbolista noruego.
- 1995: Jenthe Biermans, ciclista belga.
- 1996: Sofía Castro, actriz mexicana.
- 1996: Kennedy McMann, actriz estadounidense.
- 1996: Yelko Pino, futbolista español.
- 1996: Yuta Higuchi, futbolista japonés.
- 1996: Kennedy McMann, actriz estadounidense.
- 1996: C.J. Bryce, baloncestista estadounidense.
- 1996: Devin Booker, baloncestista estadounidense.
- 1996: Valérie Grenier, esquiadora alpina canadiense.
- 1996: Kim Ji-sung, actriz surcoreana.
- 1996: Eliott Roudil, rugbista francés.
- 1996: Thomas Chideu, futbolista zimbabuense.
- 1997: Sean Longstaff, futbolista británico.
- 1997: Alan Banaszek, ciclista polaco.
- 1997: Ilias Chair, futbolista belga-marroquí.
- 1997: Emanuel Hernández, futbolista uruguayo.
- 1997: Tage Thompson, jugador de hockey sobre hielo estadounidense.
- 1998: Hassane Bandé, futbolista burkinés.
- 1998: Adam Lorenc, voleibolista polaco.
- 1998: Ananya Panday, actriz india.
- 1998: Dong Jie, nadadora china.
- 1998: Tamara Murcia, atleta francesa.
- 1998: Anneta Kyridu, remera griega.
- 1998: Leïti Sène, actor y cantante español.
- 1998: Juan Pablo Domínguez Chonteco, futbolista mexicano.
- 1998: Cale Makar, jugador de hockey sobre hielo canadiense.
- 1998: Jesper Boqvist, jugador de hockey sobre hielo sueco.
- 1999: Issuf Sanon, baloncestista ucraniano.
- 1999: Vanja Drkušić, futbolista esloveno.
- 1999: Matevž Vidovšek, futbolista esloveno.
- 1999: Osas Ehigiator, baloncestista español.
- 2000: Joel King, futbolista australiano.
- 2000: Giselle, rapera japonesa, integrante del grupo surcoreano Aespa.
- 2000: Amirhossein Hosseinzadeh, futbolista iraní.
- 2000: Ashley Williams, futbolista liberiano.
- 2001: Cezary Miszta, futbolista polaco.
- 2001: Mohammed Diomande, futbolista marfileño.
- 2001: Crysencio Summerville, futbolista neerlandés.
- 2003: Monserratt González, futbolista chilena.
- 2003: Pau Casadesús, futbolista español.
- 2004: Asier Osambela, futbolista español.

## Fallecimientos
- 130: Antínoo, joven romano, presunto amante del emperador romano Adriano (n. entre 110 y 115).
- 1046: Abad Oliva, abad benedictino catalán (n. 971).
- 1611: Carlos IX de Suecia, rey sueco entre 1604 y 1611 (n. 1550).
- 1626: Willebrord Snel van Royen, astrónomo y matemático neerlandés (n. 1580).
- 1632: Enrique II de Montmorency, aristócrata francés (n. 1595).
- 1654: Go-Komyo, emperador japonés (n. 1633).
- 1757: Osmán III, sultán otomano (n. 1699).
- 1789: Jerónimo Grimaldi, político y diplomático italo-español (n. 1710).
- 1799: Esteban de Arteaga, musicólogo y escritor jesuita español (n. 1747).
- 1824: Charles Maturin, dramaturgo, escritor de novelas góticas y predicador protestante anglo-irlandés (n. 1782).
- 1837: Francisco de Paula y Marín, botánico español (n. 1774).
- 1863: Bartolomé Salom, militar venezolano (n. 1780).
- 1882: Olegario Víctor Andrade, poeta, periodista y político argentino nacido en Brasil (n. 1839).
- 1910: Henri Dunant, fundador de la Cruz Roja y premio nobel de la paz en 1901 (n. 1828).
- 1912: Alejandro Gorostiaga, militar chileno (n. 1840).
- 1912: James Schoolcraft Sherman, vicepresidente estadounidense (n. 1855).
- 1920: Jacobo Roche, político británico (n. 1852).
- 1923: Andrew Bonar Law, primer ministro británico (n. 1858).
- 1956: Pío Baroja, novelista español (n. 1872).
- 1961: Luigi Einaudi, político italiano, presidente de Italia entre 1948 y 1955 (n. 1874).
- 1963: Clifford Berry, ingeniero electrónico estadounidense de origen búlgaro (n. 1918).
- 1967: Julien Duvivier, cineasta francés (n. 1896).
- 1968: Ramón Novarro, actor mexicano (n. 1899).
- 1975: Gustav Hertz, físico alemán, premio nobel de física en 1925 (n. 1887).
- 1979: Oski (Oscar Conti), dibujante y guionista argentino (n. 1914).
- 1989: Pedro Vargas, cantante mexicano (n. 1906).
- 1990: Charlo (Carlos José Pérez), músico argentino de tango (n. 1905).
- 1992: Joan Mitchell, pintora estadounidense (n. 1925).[2]
- 1995: Rolando Mellafe Rojas, historiador chileno (n. 1929).
- 1996: Gregorio Fraile, científico y ensayista español (n. 1906).
- 1997: Dimitrios Demu, escultor grecorrumano, nacionalizado venezolano (n. 1920).
- 1997: Samuel Fuller, director de cine estadounidense (n. 1912).
- 1999: Uxío Novoneyra, poeta y escritor en lengua gallega (n. 1930).
- 2000: Steve Allen, animador, compositor y comediante estadounidense (n. 1921).
- 2000: Fernando Gutiérrez Barrios, político mexicano (n. 1927).
- 2002: Juan Antonio Bardem, cineasta español (n. 1922).
- 2002: Jam Master Jay, músico estadounidense (n. 1965).
- 2003: Franco Bonisolli, tenor italiano (n. 1938).
- 2004: Fernando Chueca Goitia, arquitecto y ensayista español (n. 1911).
- 2004: David Consuegra, diseñador gráfico, ilustrador e investigador colombiano (n. 1939).
- 2004: David José Kohon, cineasta y guionista argentino (n. 1929).
- 2004: Peggy Ryan, actriz y bailarina estadounidense (n. 1924).
- 2005: Bernardo Víctor Carande, escritor español (n. 1932).
- 2005: Emiliano Zuleta Baquero, cantautor y acordeonero colombiano (n. 1912).
- 2007: John Woodruff, atleta estadounidense (n. 1915).
- 2008: Pedro Pompilio, dirigente futbolístico argentino (n. 1953).
- 2009: Claude Lévi-Strauss, antropólogo y filósofo francés (n. 1908).
- 2009: Howie Schultz, baloncestista estadounidense (n. 1922).
- 2009: Gonzalo Vial Correa, periodista e historiador chileno (n. 1930).
- 2010: Leopoldo Alfredo Bravo, político y diplomático argentino (n. 1960).
- 2010: Edouard Carpentier, luchador profesional canadiense de origen francés (n. 1926).
- 2010: Ananías Maidana, profesor y político paraguayo (n. 1923).
- 2010: Harry Mulisch, escritor neerlandés (n. 1927).
- 2014: Arturo Jirón, médico y académico chileno. (n. 1938).
- 2015: Mel Daniels, jugador de baloncesto estadounidense (n. 1944).
- 2015: Elena Urrutia, periodista y feminista mexicana (n. 1932).
- 2020: Ricardo Blume, actor peruano (n. 1933).
- 2020: Sean Connery, actor y productor de cine escocés (n. 1930).
- 2021: Gladys del Río, actriz y comediante chilena (n. 1941).

## Celebraciones
- Día Mundial del Fisicoculturismo. Actividad física basada en el desarrollo y aumento de la masa muscular del cuerpo con objetivos estéticos. La fecha de esta efeméride coincide con el nacimiento de Charles Atlas, uno de los grandes pioneros del Fisicoculturismo.

- Día Internacional de la Profesión Médica. Es un homenaje al compromiso de los médicos con la humanidad, con la salud y el bienestar de sus pacientes, y con los valores éticos de la profesión. Es una oportunidad para reconocer y agradecer a los médicos de todo el mundo por su dedicación y servicio.

- Día Internacional de la Lucha contra la Disfunción Eréctil. Situación que afecta aproximadamente a uno de cinco hombres mayores de 20 años y hasta al 52% de la población masculina de entre 40 y 70 años.

- Día Mundial del Caramelo de Maíz. Típico dulce de Halloween inventado en 1880 por el estadounidense George Renninge.

Compartidas
- Día del Recuerdo de las Víctimas de Represiones Políticas (ex repúblicas soviéticas, excepto Ucrania).

 Por países
(Por orden alfabético)
- Argentina:
  - Día Nacional del Restablecimiento del Orden Democrático.[3]
Elecciones generales: 30 de octubre de 1983 (41 años).
  - Día Nacional de la Educación Física.[4]En conmemoración de la fecha de 1939 en la que se creó el Instituto Nacional de Educación Física, que incorporó esta disciplina en todas las escuelas del país.
    -  Provincia de Mendoza: 
      - Día del Escudo de Mendoza.[5][6]

    -  Provincia de Misiones: 
      - Día del Graduado de la Universidad Nacional de Misiones (UNaM).[7][8]
      - Día Provincial del Personal de Mantenimiento, Producción y Servicios y Personal de Cocina.
Comúnmente conocido como «Día del Portero». De acuerdo a la Ley Nº 178, Art.2, 28 bis Ley 1-Nº 160. Muchos de estos trabajadores forman parte del Sindicato del Personal No Docente del Consejo General de Educación de la Provincia de Misiones.
        -  Candelaria: Aniversario del Club Atlético Candelaria. 
Fundación: 30 de octubre de 1949 (75 años).[9]

- Chile:
  - Día Nacional del Ejecutado Político.[10]

### Santoral católico

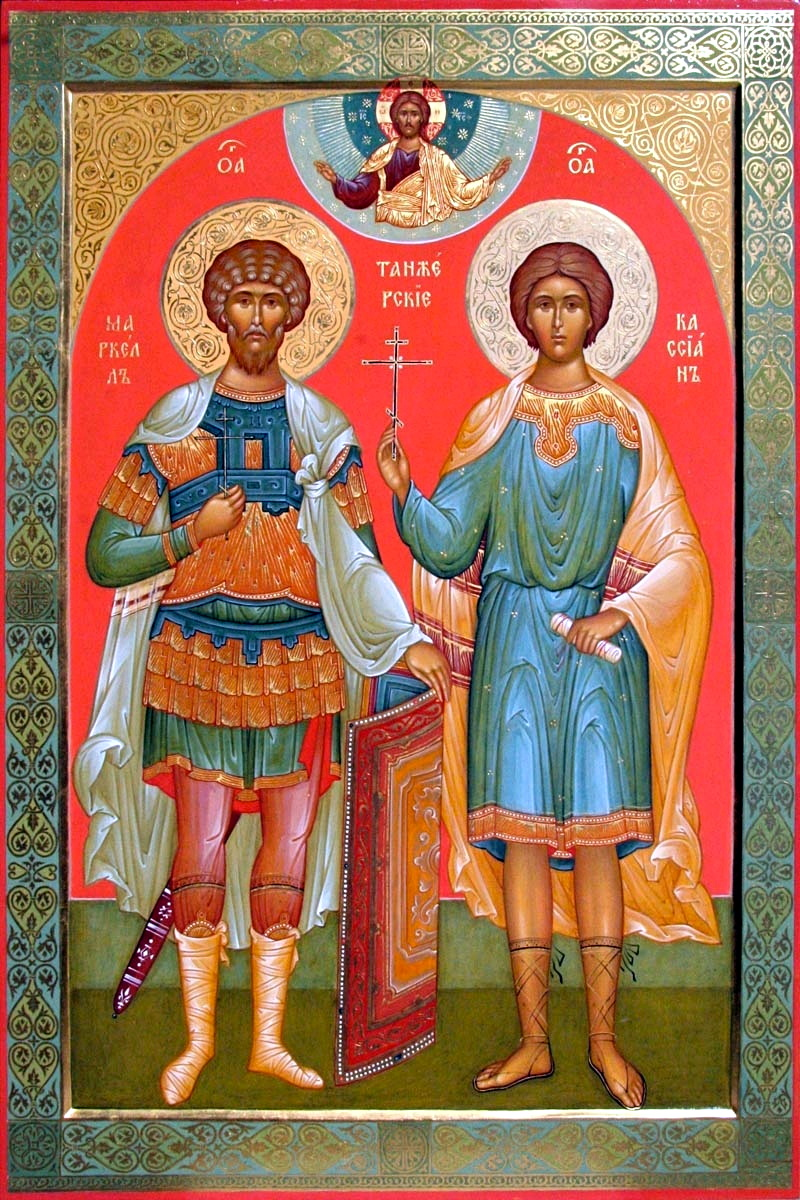
San Marcelo de León fue un centurión que es venerado como un santo, y Patrón de la ciudad de León.

- San Ángel de Acri.
- San Claudio de León.[11]
- Santa Eutropia de Alejandría.
- San Gerardo de Potenza.
- San Germán de Capua.
- San Babil de Pamplona.
- San Lupercio de León.
- San Marcelo de León.[12]
- San Marciano de Siracusa.
- San Máximo de Cuma.
- San Serapión de Antioquía.
- San Victorio de León.
- Beato Alejandro Zaryckyj.
- Beata Bienvenida Boiani.
- Beato Juan Miguel Langevin.
- Beato Juan Slade.
- Beato Terencio Alberto O´Brien.